# Wienerfilharmonikernas nyårskonsert 1952

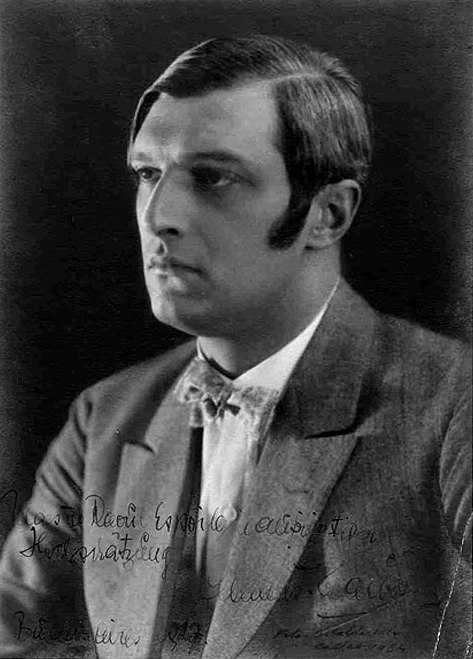
Clemens Krauss (1915).

Wienerfilharmonikernas nyårskonsert 1952 räknas som den tolfte nyårskonserten från Wien och ägde rum den 1 januari 1952 i Wiens Musikverein. Den dirigerades för tionde gången av Clemens Krauss.

## Historia
Strikt räknat var det Wienerfilharmonikernas sjunde nyårskonsert, eftersom det inte var förrän 1946 som Josef Krips introducerade denna titel, som behölls 1947 och därefter. Dessutom var det den 13:e Årsskifteskonserten, för vid årsskiftet 1939/40 gavs det en Außerordentliches Konzert (extraordinär konsert) av Wienerfilharmonikerna, som dock ägde rum på nyårsafton 1939. Från 1941 dirigerades den av Clemens Krauss, med undantag för åren 1946 och 1947 då Krauss förbjöds att dirigera på grund av sin närhet till nazistregimen och ersattes av Josef Krips.

## Program

### Huvudprogram
1. Josef Strauss: Deutsche Grüsse, vals, op. 191*
2. Josef Strauss: Buchstaben, Polka française, op. 252*
3. Josef Strauss: Brennende Liebe, Polka mazur, op. 129*
4. Josef Strauss: Ohne Sorgen, Polka schnell, op. 271
5. Johann Strauss den yngre: Nordseebilder, vals, op. 390*
6. Johann Strauss den yngre: Fata morgana, Polka mazur, op. 330*
7. Johann Strauss den yngre: Auf der Jagd, Polka schnell, op. 373
8. Johann Strauss den yngre: Seid umschlungen Millionen, Walzer, op. 443
9. Johann Strauss den yngre: Im Krapfenwald'l, Polka française, op. 336
10. Johann Strauss den yngre: Unter Donner und Blitz, Polka schnell, op. 324
11. Johann Strauss den yngre: Rosen aus dem Süden, Walzer, op. 388
12. Johann Strauss den yngre och Josef Strauss: Pizzicato-Polka

### Extranummer
1. Johann Strauss den yngre: Perpetuum mobile, Musikalischer Scherz, op. 257
2. Johann Strauss den yngre: An der schönen blauen Donau, vals, op. 314
3. Johann Strauss den äldre: Radetzkymarsch, op. 228

Verkförteckningen och verkens ordning finns på Wienerfilharmonikernas webbplats.
De verk markerade med * stod för första gången på programmet till en Nyårskonsert.

## Se vidare
- Clemens Krauss, Dirigent
- Wienerfilharmonikerna

## Weblänkar
- Das Programm des Neujahrskonzerts 1952 auf wienerphilharmoniker.at